# Backmount (Kampfsport)

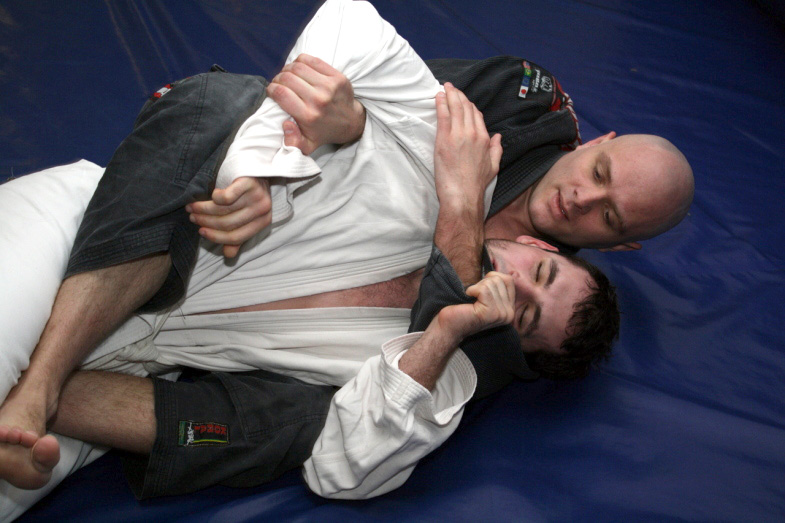
Ein Kämpfer dominiert den anderen in der Back Mount (BJJ)

Bei der Backmount oder Rear-Mount handelt es sich um eine der Grundpositionen des Submission Wrestling (siehe auch Grappling, Luta Livre, BJJ). 
Hierbei befindet sich der Kämpfer auf dem Rücken des Gegners und hat seine Beine vor dessen Körper gelegt.
Die Backmount ist eine sehr dominante Position, da man sich außerhalb der effektiven Reichweite der gegnerischen Arme befindet. Aus der Backmount sind vielfältige Möglichkeiten zum Hebeln und Würgen gegeben.